# Ludgvan
Ludgvan is een civil parish in het Engelse graafschap Cornwall. In 2001 telde de civil parish 3184 inwoners. De civil parish telt 59 monumentale panden. Ludgvan komt in het Domesday Book (1086) voor als 'Luduham' / 'Luduam'.